# Julie-Ann Russell
Julie-Ann Russell (* 28. März 1991 in Galway) ist eine irische Fußballspielerin.

## Karriere

### Vereine
Russell spielte zuletzt 2007 im Juniorinnenbereich für den in ihrem Geburtsort ansässigen Salthill Devon Fußball; danach rückte sie im Alter von 16 Jahren in die erste Mannschaft auf und gehörte ihr bis 2011 an.
Von April bis einschließlich Juli 2011 spielte sie für die Los Angeles Strikers, bevor sie nach Newcastle in ihre Heimat zurückkehrte. Für den im Vorort von Dublin ansässigen Peamount United war sie bis zum Jahresende 2011 aktiv. Über ein Leihgeschäft mit dem Doncaster Belles LFC, spielte sie für diesen in der FA Women’s Super League bis Juni 2012 und fand in fünf Punktspielen Berücksichtigung.
Zu Peamount United zurückgekehrt, gehörte sie diesem bis August 2014 an und kam in dieser Zeit zunächst für die Fußballmannschaft des University College Dublin (UCD) – von 2014 bis 2018 unter dem Namen UCD Waves – für diesen bis 2017 in Meisterschaftsspielen der WSCAI Premier Division, der höchsten Spielklasse für Universitätsfrauenteams, zum Einsatz.
Nach Australien gelangt und für ein Studium an der Sydney University eingeschrieben, spielte sie während ihrer vierjährigen Studienzeit auch für deren Sport-Team, dem Sydney Uni Soccer Football Club. Danach verblieb sie in diesem Land und bestritt 12 Punktspiele für die Western Sydney Wanderers in der W-League, der höchsten Spielklasse im australischen Frauenfußball, in denen ihr ein Tor gelang.
Nach Irland zurückgekehrt, fand sie im Galway LFC der Frauenfußballabteilung des Galway United ihren neuen Verein. Von Juli 2021 bis Dezember 2022 wurde sie in 34 Punktspielen der Women’s Premier Division eingesetzt, in denen sie drei Tore erzielte. Nach einer achtmonatigen Pause vom Fußballbetrieb setzte sie ihre Punktspiele von 2023 bis 2024 in einer Anzahl von 20 bei neun Toren fort. Ihr letztes bestritt sie am 12. Oktober 2024 (22. Spieltag) beim 3:2-Sieg im Heimspiel gegen Athlone Town, in dem sie mit dem Treffer zur 1:0-Führung in der 20. Minute ihr letztes Tor ihrer Spielerkarriere beisteuerte.

### Nationalmannschaft
Russell debütierte als Nationalspielerin für den FAI in der U17-Nationalmannschaft, die am 19. Oktober 2007 das Spiel in der EM-Qualifikationsgruppe 6 mit 5:0 gegen die U17-Nationalmannschaft der Türkei in der ersten Qualifikationsrunde gewann; ein weiteres schloss sich am 24. Oktober 2007 an. Danach kam sie in drei Spielen der Gruppe B im März 2008 in der zweiten Qualifikationsrunde zum Einsatz.
Für die U19-Nationalmannschaft bestritt sie im Zeitraum 27. September 2007 – 27. März 2010 insgesamt 13 EM-Qualifikationsspiele, in denen sie vier Tore erzielte. Ihr erstes gelang ihr am 26. April 2008 im zweiten Spiel der Gruppe F beim 7:0-Sieg über die U19-Nationalmannschaft Serbiens mit dem Treffer zum 3:0 in der 31. Minute.
Ihr A-Länderspieldebüt erfolgte am 29. Oktober 2009 mit dem vierten Spiel der WM-Qualifikationsgruppe 6 beim 2:1-Sieg über die Nationalmannschaft Kasachstans in Taldyqorghan.
Des Weiteren nahm sie mit ihrer Mannschaft am Turnier um den Algarve-Cup 2012, in dem sie in allen drei Spielen der Gruppe C und im Spiel um Platz 11 (2:1 vs. Ungarn am 7. März in Quarteira) eingesetzt wurde; in diesem erzielte sie mit dem Treffer zur 2:0-Führung in der 52. Minute ihr erstes A-Länderspieltor. Ferner bestritt sie zwei Freundschaftsspiele, die am 15. Januar und am 8. April 2015 gegen die Nationalmannschaften Norwegens (1:3 in La Manga del Mar Menor) und Spaniens (0:1 in Gijón) stattgefunden haben.
Von ihren 66 A-Länderspielen entfallen 14 auf WM- und 24 auf EM-Qualifikationsspiele sowie vier in den Ausschlussspielen.
Ihren letzten Länderspieleinsatz hatte sie am 3. Dezember 2024 in Dublin bei der 1:2-Niederlage gegen die Nationalmannschaft Wales’ im Rückspiel der zweiten Ausschlussrunde in der Qualifikation für die Teilnahme an der Europameisterschaft 2025, die mit der Niederlage (nach dem 1:1-Unentschieden im Hinspiel) verpasst wurde.

## Erfolge
- Irischer Meister 2012